# Torneio Internacional da Cidade do México
O Torneio Internacional da Cidade do México, por vezes denominado Torneio Pentagonal do México e Torneio Hexagonal do México, foi uma competição internacional de futebol amistosa disputada na Cidade do México, México, entre os anos de 1957 e 1970, sempre no início da temporada.
A competição reunia as melhores equipes mexicanas e contava com a participação de times sul-americanos e europeus de destaque no momento.

## Edições
|     | Ano  | Campeão                        | Vice-campeão                   | Ref.        |
| 1ª  | 1957 | Club Atlético Peñarol          | Racing Club de Avellaneda      |             |
| 2ª  | 1958 | Club Chivas Guadalajara        | Botafogo de Futebol e Regatas  |             |
| 3ª  | 1959 | Santos Futebol Clube           | FK Dukla Praha                 | [ 2 ] [ 3 ] |
| 4ª  | 1960 | Deportivo Toluca Fútbol Club   | San Lorenzo de Almagro         |             |
| 5ª  | 1961 | Club Chivas Guadalajara        | Santos Futebol Clube           |             |
| 6ª  | 1962 | Botafogo de Futebol e Regatas  | Club de Fútbol Atlante         |             |
| 7ª  | 1963 | Club de Regatas Vasco da Gama  | FK Dukla Praha                 |             |
| 8ª  | 1964 | Seleção de Moscou (Moskva XI)  | Club Necaxa                    |             |
| 9ª  | 1966 | Atlas Fútbol Club              | AC Sparta Praha                |             |
| 10ª | 1967 | Combinado Mexicano (Mexico XI) | RCD Espanyol de Barcelona      |             |
| 11ª | 1968 | Botafogo de Futebol e Regatas  | Seleção Mexicana de Futebol    | [ 9 ]       |
| 12ª | 1970 | Fudbalski Klub Partizan        | Combinado Mexicano (Mexico XI) |             |